# راني برايس
راني برايس (بالإنجليزية: Rani Price)‏ هي مقدمة تلفزيونية بريطانية، ولدت في 29 يناير 1970.